# شهمرادی
شهمرادی، روستایی در دهستان حومه بخش مرکزی شهرستان میناب در استان هرمزگان ایران است.

## جمعیت
بر پایه سرشماری عمومی نفوس و مسکن در سال ۱۳۹۵، جمعیت این روستا برابر با ۴۲۱ نفر (۱۲۰ خانوار) بوده‌است.